# Fei Mu
Fei Mu (10 octobre 1906 - 31 janvier 1951) est un réalisateur chinois considéré comme un des plus importants du cinéma précédant la révolution communiste de 1949. Il est connu pour son style et ses drames en costume.

## Biographie
Fei Mu nait le 10 octobre 1906 à Shanghai. A 27 ans, il réalise son premier film : Night in the City, produit par Lianhua Film Company. Le film (aujourd'hui perdu) rencontre un succès populaire et critique.
Ses autres films pour Lianhua dans les années 1930, comme Blood on Wolf Mountain, lui permettent d'être reconnu comme un cinéaste important.
Il tourne en 1948 son chef-d'œuvre : Printemps dans une petite ville, dont Tian Zhuangzhuang fera un remake en 2002.
Après la révolution communiste, Fei tombe dans l'oubli et est rejeté par la critique, avant de mourir en 1951.
Sa réputation change au début des années 1980, quand le China Film Archive rouvre après la fermeture due à la Révolution culturelle. L'institution fait de nouvelles copies de Printemps dans une petite ville à partir du négatif original et offre un nouveau public au film. Ce dernier a été considéré comme un des plus grands films chinois de tous les temps par l'Association de critiques de film hongkongais.
Fei Mu est mort à Hong Kong le 31 janvier 1951.

## Filmographie
- Night in the City (Chéngshì zhīyè) (1933)
- Life (Ren sheng) (1934)
- Sea of Fragrant Snow (Xiang xue hai) (1934)
- Piété filiale (Tian Luan) (1935)
- Blood on Wolf Mountain (Lang shan die xue ji) (1936) (connu également comme Bloodbath in Langshan)
- Nightmares in Spring Chamber (Chungui duanmung) (1937)
- Murder in the Oratory (Zhan jingtang) (1937)
- Gold-Plated City (Dujin de cheng) (1937)
- Martyrs of the Northern Front (Bei zhancheng jingzhong lu) (1937)
- Confucius (Kong Fuzi) (1940)
- Les Enfants du monde (Shi Jie Er Nu) (1941)
- Songs of Ancient China (Gu zhongguo zhi ge) (1941)
- The Beauty (Guose tianxin) (1941)
- The Magnificent Country (Jinxiu heshan) (1946)
- The Little Cowherd (Xiao fang niu) (1948)
- Printemps dans une petite ville (Xiǎochéng zhī chūn) (1948)

- A Wedding in a Dream (Shengsi hen) (1949)